# Турн-и-Таксис, Мария Терезия
Мария Терезия Турн-и-Таксис (нем. Maria Theresia von Thurn und Taxis; 6 июля 1794, Регенсбург, Священная Римская империя — 18 августа 1874, Хюттельдорф, Вена) — принцесса, жена венгерского князя Пала III Антала Эстерхази. Мать Миклоша III Антала, князя Эстерхази.

## Биография
Представительница аристократического рода Турн-и-Таксис, дочь 5-го князя Карла Александра Турн-унд-Таксис и герцогини Терезы Мекленбургской, сестры королевы Пруссии Луизы. Сестра Максимилиана Карла Турн-и-Таксиса, Марии Софии Турн-и-Таксис, баронессы Амалии Крюденер.
Семья проживала во Франкфурте-на-Майне. Главой семьи был дед Марии Терезии — Карл Ансельм. После его отречения в 1797 году от всех должностей при дворе, семья перебралась в замок в Регенсбурге. В 1805 году её отец унаследовал титул князя Турн-и-Таксис.

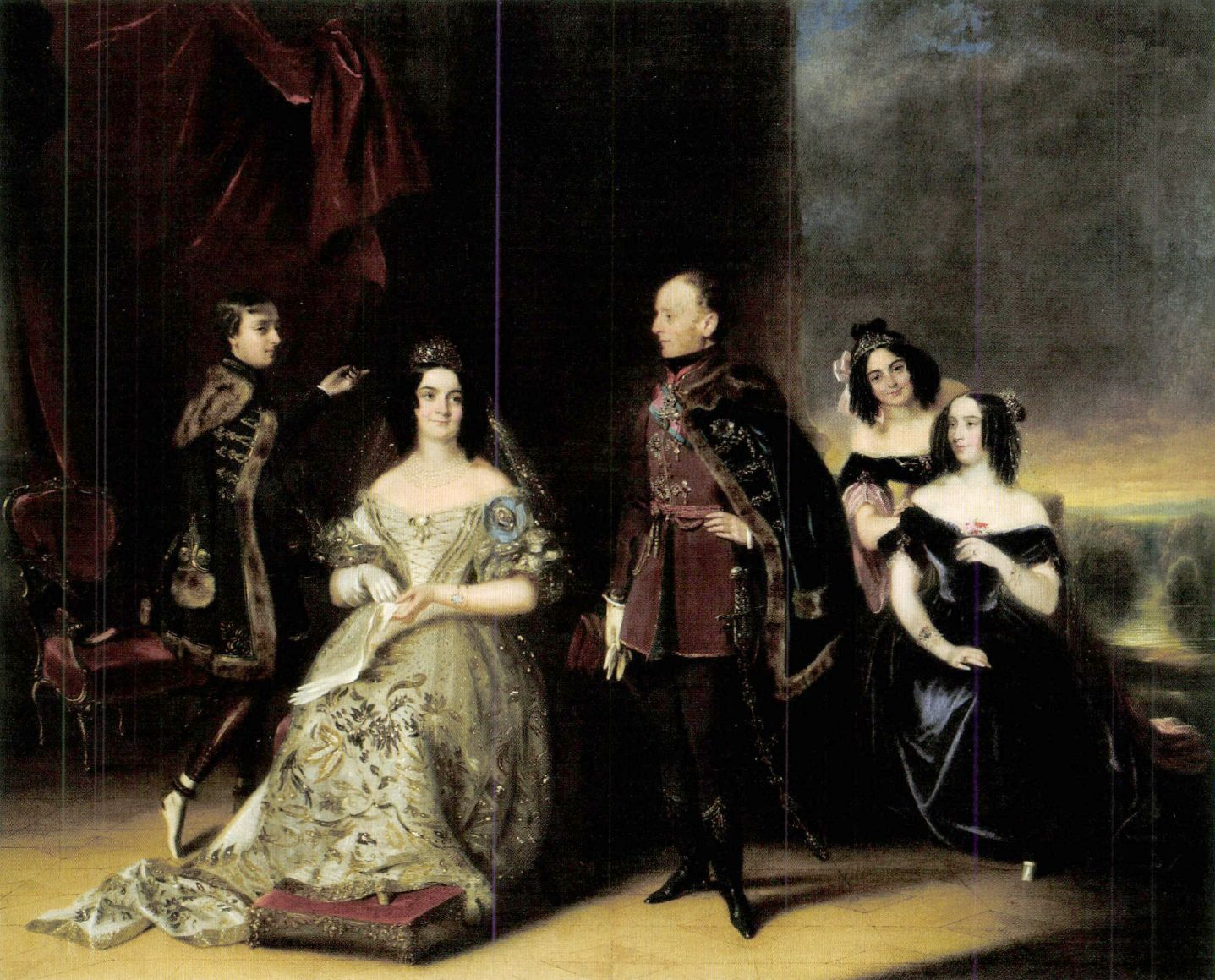
Мария Терезия и Пал III Антал, князь Эстерхази с семьей

В 17-летнем возрасте Мария Тереза была выдана замуж за 26-летнего венгерского принца Пала Антала Эстерхази, наследника князя Миклоша II. Свадьба состоялась в Регенсбурге 18 июня 1812 г. Её муж был видным дипломатом и участвовал в Венском конгрессе, рядом с которым Мария Терезия восхищала современников.
У супругов родилось трое детей:
- Мария Терезия (1813—1894) — жена графа Федерико Хоринского, барона Ледского;
- Терезия Роза (1815—1894) — жена графа Карло фон Кавриани;
- Миклош III Антал, князь Эстерхази (1817—1894) — 9-й князь Эстерхази-Галанта.

Брак не был счастливым. Оба имели любовников. Мария Тереза не пренебрегала своими обязанностями, и как хозяйка принимала известных гостей в имениях Эстергази. Помогала пострадавшим от Наполеоновских войн.
Умерла в возрасте 80 лет в Вене, пережив мужа на восемь лет.